# Resavica (Despotovac)
Resavica (em cirílico: Ресавица) é uma vila da Sérvia localizada no município de Despotovac, pertencente ao distrito de Pomoravlje, na região de Resava. A sua população era de 2002 habitantes segundo o censo de 2011.

## Demografia
| 1948 | 1953 | 1961 | 1971 | 1981 | 1991 | 2002 | 2011 |
| ---- | ---- | ---- | ---- | ---- | ---- | ---- | ---- |
| 453  | 829  | 2224 | 2936 | 2716 | 2693 | 2365 | 2002 |